# Predrag Gagić
Predrag Gagić (Pačetin, ? - 2001.) bio je vukovarski Srbin koji se kao satnik u Hrvatskoj vojsci borio protiv JNA i velikosrpske paravojske u Vukovaru tijekom Domovinskog rata.
Rođen je u Pačetinu a otac Vukašin bio mu je pravoslavni svećenik. Prije rata radio je kao automehaničar u Vukovaru. Kada je započela bitka za Vukovar, Gagić se priključio vukovarskim braniteljima 2. svibnja 1991. i kao mitraljezac raspoređen je na Trpinjsku cestu pod zapovjedništvom Blage Zadre. Zarobljen je 19. studenog u Borovo Commerceu i odveden u logor u Srijemskoj Mitrovici. Njegov brat Nenad također se borio na hrvatskoj strani.
Razmijenjen je 25. svibnja 1992. i nakon liječničke rehabilitacije nastavio je vojničku karijeru u HV-u u Vinkovcima, kao pripadnik Pete gardijske brigade. Umirovljen je 31. kolovoza 1994.
Umro je 11. rujna 2001. od posljedica ranjavanja i zlostavljanja u logoru.

## U popularnoj kulturi
Feral Tribune pisao je o Gagiću te predložio da se vukovarska ulica nazove po njemu.
Latinica je 2008. snimila prilog o Predragu Gagiću i njegovom bratu Nenadu u emisiji "I oni su branili Hrvatsku".